# 제19회 EBS 국제다큐영화제
제19회 EBS 국제다큐영화제는 2022년 8월 22일에 열린 시상식이다.

## 수상 및 후보

### 대상(글로벌)
- 넬리와 나딘 - 매그너스 게텐 수상

### 다큐멘터리 고양상
- 사라지는 유목민 - 웨이성저 수상

### 심사위원 특별상(글로벌)
- 제이슨 - 마아스야 움즈 수상

### 심사위원 특별상(아시아)
- 베이루트: 폭풍의 눈 - 마이 마스리 수상

### 시청자 관객상(글로벌)
- 제이슨 - 마아스야 움즈 수상

### 시청자 관객상(아시아)
- 메이크업 아티스트 - 자파 나자피 수상

### EIDF-고양 모바일 단편 공모전 대상
- 마음의 강물 - 배용진 수상

### EIDF-고양 모바일 단편 공모전 최우수상
- 8 배율의 세계 - 윤혜준 수상

### EIDF-고양 모바일 단편 공모전 우수상
- 안녕, 나의 집 - 서채영 수상

### 유스아이상
- 스칼라 극장 - 아난타 티타나트 수상

### 페스티벌 초이스(경쟁): 글로벌
- 케이의 초상화 - 벤 리드
- 블랙 맘바스 - 레나 카르브
- 퀴어 마이 프렌즈 - 서아현
- 넬리와 나딘 - 매그너스 게텐
- 제이슨 - 마아스야 움즈
- 아예나 - 시드한트 사린 외 1명
- 시간의 조란학 - 핌 즈비어

### 페스티벌 초이스(경쟁): 아시아
- 킴을 찾아서 - 정수은
- 사라지는 유목민 - 웨이성저
- 메이크업 아티스트 - 자파 나자피
- 베이루트: 폭풍의 눈 - 마이 마스리
- 그날이 오면 - 로냐 위
- 스칼라 극장 - 아난타 티타나트
- 토오이와 마사토 - 고바야시 기세이

### 컨템포러리 다큐 파노라마
- 1억 뷰 - 이타마르 로즈
- 우리의 목소리 - 나히드 페르손
- 바비 야르 협곡 - 세르히 로즈니차
- 가자에 띄운 편지 - 키아라 아베사니 외 1명
- 사이렌 - 리타 바그다디
- 마이단 - 세르히 로즈니차
- Shadow Game - 에프제 블랑크부르트 외 1명

### 클로즈업 아이콘
- 이창동: 아이러니의 예술 - 알랭 마자르
- 침묵의 예술가 - 마우리치어스 슈테어클-디럭스
- 그레타 툰베리 - 나탄 그로스만
- 장의사 - 질리언 마시
- 오스카 피터슨: 블랙 + 화이트 - 배리 에이브리치
- 자화상 - 마가레트 올린 외 1명
- 지미 카터: 로큰롤 대통령 - 매리 워튼

### 한국 다큐멘터리 파노라마
- 아동학대 자진신고 1년의 기록: 내 이웃의 아이 - 빈정현
- 행복의 속도 - 박혁지
- 지구별 방랑자 - 유최늘샘
- 잠자리 구하기 - 홍다예
- 피아노 프리즘 - 오재형
- 미선 - 양예찬

### EIDF-고양 모바일 단편 공모전
- 여름, 더위가 두려운 사람들 - 정은우 외 1명
- 8 배율의 세계 - 윤혜준
- 엄마도 꿈이 있단다 - 장준영
- 스페이스 아웃 - 한소리
- 마음의 강물 - 배용진
- 자취방에서 만난 하늘타리 - 권용호
- 허스토리 - 안재빈
- 아빠의 정원 - 이정현
- 안녕, 나의 집 - 서채영
- 보은이와 주완이 - 윤지원

### 커넥티드
- 나란히, 발레 - 양웨이신
- 두 개의 별 - 판 지안
- 광야에서 부르는 노래 - 천동난
- 오랜 시간, 우리 - 산느 디스
- 샤부 - 샤미라 라파엘라
- 라멘 먹으러 오세요 - 존 다쉬바흐

### 다시 보는 다큐시네마
- 할머니의 먼 집 - 이소현
- 웰컴 투 X-월드 - 한태의
- 이타미 준의 바다 - 정다운

### 하이독스 쇼케이스
- 그녀의 이름은 - 양주연
- 퀴어 마이 프렌즈 - 서아현
- 아예나 - 시드한트 사린 외 1명
- 킴을 찾아서 - 정수은

### 단편화첩
- #체인지더네임 - 차이 토마스
- 지금 이 순간에도 - 제이미 멜처
- 아옹다옹 - 김본희
- 시네마 클럽 - 정윤지
- 아프간에서의 후퇴 - 아나벨라 앙겔로브스카
- 쿠르드족의 5월 13일 - 타리크 토피크
- 금정굴 이야기 - 전승일
- 말 끌기 좋은 날 - 야마다 유이치로